# 零点杀机
《零点杀机》（英語：The Dangerous Affair），2015年中国大陆悬疑片，王择谚执导和编剧，主演周杰、吴启华、成琪。

## 演员
- 周杰 出演 陈永强，律师
- 成琪 出演 唐雪/唐瑞，陈永强的妻子
- 吴启华 出演 莫宏，陈永强的合作伙伴
- 王煜 出演 洪亮，陈永强的徒弟，唐雪的男友
- 郭超 出演 王雷，陈永强的客户
- 赫林 出演 王筠，王雷的妹妹
- 荆民强 出演 萧院长，精神病院院长